# Avessac
Avessac é uma comuna francesa na região administrativa da Pays de la Loire, no departamento de Loire-Atlantique. Estende-se por uma área de 76,49 km². Em 2010 a comuna tinha 2 523 habitantes (densidade: 33 hab./km²).